# (10965) van Leverink
(10965) van Leverink (3297 T-1) – planetoida z grupy pasa głównego asteroid okrążająca Słońce w ciągu 5,49 lat w średniej odległości 3,11 j.a. Odkryta 26 marca 1971 roku.